# Kup europskih prvaka 1981./82. (košarka)
Ovo je 25. izdanje Kupa europskih prvaka u košarci. Sudjelovala je 21 momčad. Formirano je šest skupina (tri po četiri i tri po tri), a iz svake je jedan išao u poluzavršnu skupinu iz koje su prve dvije momčadi (branitelj naslova Maccabi Tel Aviv i Pallacanestro Cantù) izborile završnicu. Daljnji poredak: Partizan Beograd, Barcelona, EBBC Den Bosch, Panathinaikos Atena. Završnica je odigrana u Kölnu 25. ožujka 1982.

## Završnica
- Pallacanestro Cantù -  Maccabi Tel Aviv 86:80

- europski prvak:  Pallacanestro Cantù (prvi naslov)
  - sastav ([1]): Denis Innocentin, Fausto Bargna, Giorgio Cattini, Bruce Flowers, Antonio Sala, Umberto Cappelletti, Beppe Bosa, Antonello Riva, Pierluigi Marzorati, Charles Kupec, Renzo Bariviera, Eugenio Masolo, Marco Martin, Valerio Fumagalli, trener Valerio Bianchini